# Palacio de Benamejí
El palacio de Benamejí (también conocido como palacio de los Condes de Benamejí o de los Condes de Valverde) en la localidad de Écija (provincia de Sevilla), es una de las obras fundamentales de la arquitectura civil del siglo XVIII en Andalucía. Se encuentra ligado en su origen al marquesado de Benamejí, y posteriormente a los condes de Valverde. Su construcción define de manera precisa la concepción particular que del estilo barroco se tiene en la baja Andalucía.   
En 1994 fue declarado Bien de Interés Cultural y Monumento Nacional. Desde 1997 es sede del Museo Histórico Municipal de Écija.

## Historia
El edificio se construyó en el primer tercio del siglo XVIII por los marqueses de Benamejí. A comienzos del siglo XIX, durante la ocupación francesa fue convertido en cuartel. Pasó más tarde a ser propiedad de los condes de Valverde y en 1906 fue adquirido por el Ayuntamiento de Écija que lo cedió a la Remonta Militar que lo ocupó durante casi todo el siglo XX. Desde 1997 es la sede del Museo Histórico Municipal.

## El inmueble
El inmueble, de grandes dimensiones, tiene sus elementos más destacados en la fachada principal y en la magnífica escalera principal, tanto por la propia fábrica como por el aparato ornamental. De gran importancia son también el apeadero, las carroceras y caballerizas, así como el patio.  
El edificio construido en el primer tercio del siglo XVIII, presenta planta irregular. Originariamente, estuvo constituido por las siguientes dependencias: Apeadero, carroceras, salones, panadería, patios, oratorio, guadarnés, casapuerta, jardín, cocina, escalera principal, caballerizas (con entrada independiente) y casa de labor . Este conjunto de estancias se ha visto parcialmente afectado por las reformas llevadas a cabo en el siglo XX. No obstante, siguen destacando por su interés las fachadas, el apeadero, el patio y la escalera principal, las caballerizas, el oratorio y los salones, así como las dependencias nobles.

### Fachada
La fachada principal, de gran monumentalidad, está realizada en ladrillo. Se estructura en dos cuerpos, con portada en el centro y torres-mi- radares en sus extremos. El cuerpo inferior, presenta zócalo corrido sobre el cual se apoyan pilastras que recorren también el siguiente cuerpo. Este, a su vez, está decorado por balcones cuyos vanos aparecen reenmarcados por molduras mixtilíneas, con frontón movido y remates superiores que llegan a interrumpir el desarrollo de la cornisa. 
La portada principal, situada en el centro de dicha fachada, es de gran monumentalidad, y aporta una nota de variedad y riqueza ornamental. Está estructurada en dos cuerpos. El primero se compone de vano de acceso adintelado, flanqueado por cuatro columnas de mármol (situadas en distintos planos) sobre pedestales, y con molduras curvilíneas. La parte superior de este cuerpo está recorrida por una cornisa movida, que da paso a la balconada superior. El segundo repite el esquema del anterior, con algunas variantes. El vano presenta en su parte superior arco mixtilíneo, con profusa decoración de molduras. Coronando todo esto se encuentra un escudo, sostenido por dos figuras, y perteneciente a la familia Bernuy.
En los extremos de la fachada principal se sitúan dos torres-miradores. De planta cuadrada, presentan dos cuerpos, separados por moldura. En el primero, muestran un balcón de características similares a los presentados en el resto de la fachada, mientras en ei segundo destacan arcos ciegos de medio punto, con vanos rectangulares en cada uno de sus lados. Todo ello se remata con chapitel poligonal recubierto de tejas. 
El acceso al inmueble se realiza a través del vestíbulo. Tras él, se accede al patio del apeadero, mediante arco rebajado realizado en ladrillo, con remarques en tendel y ornamentación de pinjantes en arranques y clave. 

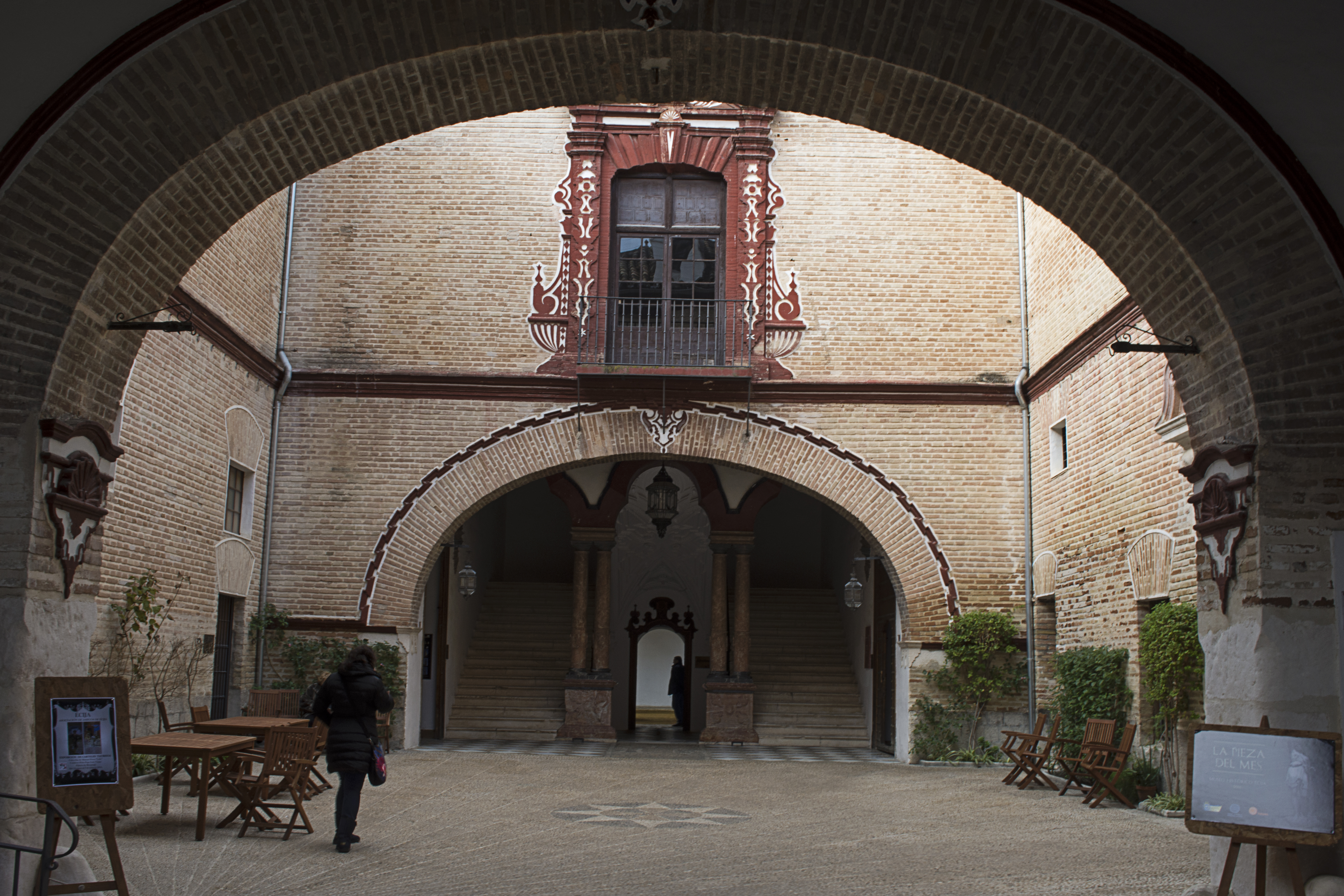
Patio y escalera del palacio de Benamejí.

### Patio

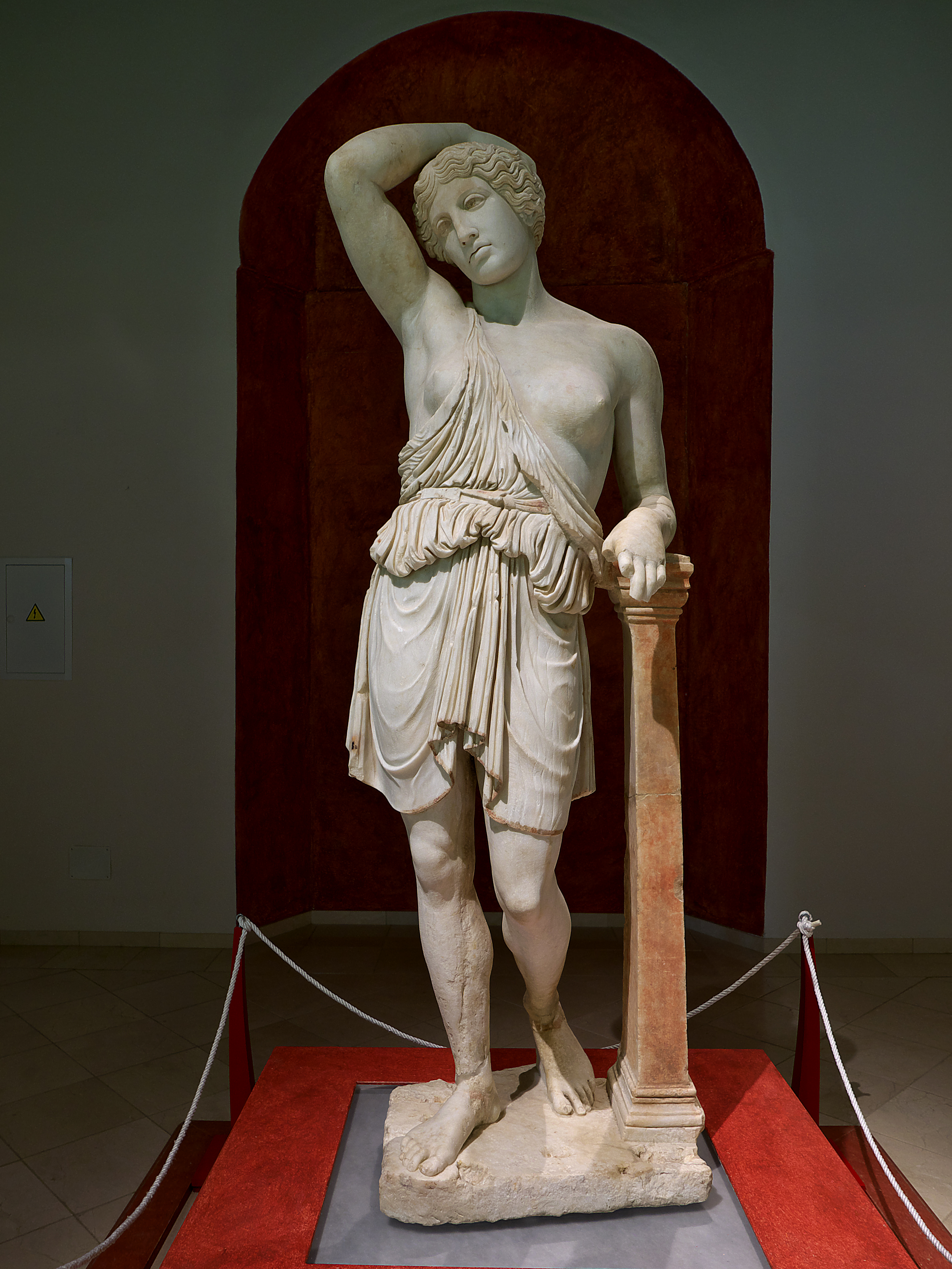
Amazona herida de Écija, copia romana realizada hacia 135-138 d. C. de una escultura de Policleto. Fue encontrada en las excavaciones de la plaza de España de Écija en 2002.

El patio es de planta rectangular y en su costado derecho se abre una portada en piedra, que da acceso a las caballerizas. Estas se caracterizan por presentar planta rectangular de tres naves, separadas por columnas toscanas de mármol y arcos de medio punto en ladrillo; la cubierta, por su parte, se resuelve a base de bóvedas baídas. A ambos lados de los muros de cerramiento se sitúan pesebres o abrevaderos, decorados en sus zócalos con pinjantes. Las caballerizas conservan la primitiva entrada independiente. 
En el costado izquierdo del patio se encuentra el salón del palacio, tras el cual se abre el antiguo jardín. No obstante, el elemento más destacado del patio se encuentra en su frente principal. Bajo una balconada ricamente decorada aparece un arco rebajado en ladrillo, que da acceso a la escalera principal. La escalera, magnífica construcción que responde al tipo imperial, consta de dos tramos ascendentes, los cuales a través de un descansillo, conducen a un único tiro superior, de disposición contraria. La escalera se abre con un triple arquería lobulada, sostenida por pares dc columnas de mármol sobre pedestales. El espacio de la caja de escalera se cubre con bóveda de media naranja sobre pechinas. En planta, y bl\jo el arco central de la misma, se abre una puerta que conduce al patio principal. A cada lado de la escalera se disponen varias dependencias, que en su día sirvieron para distintos menesteres: Panadería, sala de recepción ... Entre ellas destaca la capilla u oratorio, que se encuentra a la izquierda. Es de pequeñas dimensiones y planta rectangular.
De gran importancia es también el patio central. Presenta planta cuadrada y doble galería porticada, con columnas toscanas de mármol y cuerpo cúbico a modo de cimacio los arcos son de medio punto en el piso inferior y rebajados en el superior. Estos arcos están realizados en ladrillo y presentan decoración de ménsulas y pinjantes en clave y enjutas. El cuerpo alto está recorrido por un barandal metálico. En el centro de dicho patio destaca una fuente de traza poligonal.
Alrededor del patio se sitúan otras estancias del palacio: Salones, comedores y dormitorios. Estas se caracterizan por ser de planta rectangular y por poseer cubiertas adinteladas con recias vigas de madera. Entre ellas destaca un gran salón, inmediato al desembarco de la escalera. A la izquierda del conjunto del patio principal se ubica la antigua casa de labor, hoy muy transformada.